# Jim Redman
James „Jim” Albert Redman MBE (ur. 8 listopada 1931 w Londynie, Anglia) – kierowca motocyklowy pochodzący z Wielkiej Brytanii, reprezentant Rodezji w sportach motorowych. W 1952 wyemigrował do Rodezji (obecnie Zimbabwe), gdzie rozpoczął karierę wyścigową. Pomagał Johnowi Love w przygotowaniu silników Norton do jego bolidów.
W latach 1959–1966 wystartował w 135 wyścigach Motocyklowych Mistrzostw Świata, wygrywając 45. W latach 1962–1965 czterokrotnie zostawał mistrzem świata w klasie 350 cm³, a dwukrotnie w kategorii 250 cm³.
31 grudnia 1963 został uhonorowany Orderem Imperium Brytyjskiego.
Podczas Grand Prix Niemiec w sezonie 2007 został uhonorowany miejscem w MotoGP Hall of Fame.

## Statystyki
| Legenda oznaczeń w tabelach wyników Wyświetl szablon na nowej stronie | Legenda oznaczeń w tabelach wyników Wyświetl szablon na nowej stronie                                                                     |
| Oznaczenie                                                            | Wyjaśnienie |
| --------------------------------------------------------------------- | --- |
| Złoty                                                                 | Zwycięzca lub mistrzostwo |
| Srebrny                                                               | 2. miejsce lub wicemistrzostwo |
| Brązowy                                                               | 3. miejsce lub II wicemistrzostwo |
| Zielony                                                               | Ukończył, punktował (w klasyfikacji generalnej, gdy zdobył co najmniej jeden punkt na przestrzeni sezonu, poza trzema powyższymi opcjami) |
| Niebieski                                                             | Ukończył, nie punktował (w klasyfikacji generalnej, gdy nie zdobył co najmniej jednego punktu na przestrzeni sezonu)                      |
| Czerwony                                                              | Nie zakwalifikował się (NZ) |
| Czerwony                                                              | Nie prekwalifikował się (NPK) |
| Różowy                                                                | Nie ukończył (NU) |
| Różowy                                                                | Niesklasyfikowany (NS) (w klasyfikacji generalnej, gdy nie został sklasyfikowany w żadnym wyścigu sezonu)                                 |
| Czarny                                                                | Zdyskwalifikowany (DK) |
| Czarny                                                                | Wykluczony (WYK/EX) |
| Biały                                                                 | Nie wystartował (NW) |
| Biały                                                                 | Kontuzjowany (K/INJ) |
| Biały                                                                 | Wyścig odwołany (OD/C) |
| Bez koloru                                                            | Został wycofany (WYC/WD) |
| Bez koloru                                                            | Nie przybył (NP/DNA) |
| Bez koloru                                                            | Nie brał udziału w treningach (NT/DNP) |
| Bez koloru                                                            | Nie został zgłoszony (–) |
| Pogrubienie                                                           | Start z pole position |
| Kursywa                                                               | Najszybsze okrążenie wyścigu |
| †                                                                     | Nie ukończył, ale jego rezultat został zaliczony ze względu na przejechanie więcej niż 90% dystansu wyścigu.                              |
| *                                                                     | Sezon w trakcie |
| 1/2/3                                                                 | Punktowana pozycja w sprincie kwalifikacyjnym                                                                                             |
| Lista systemów punktacji Formuły 1                                    | |

### Poszczególne wyścigi
| Sezon | Klasa   | Zespół | Wyniki w poszczególnych eliminacjach | Wyniki w poszczególnych eliminacjach | Wyniki w poszczególnych eliminacjach | Wyniki w poszczególnych eliminacjach | Wyniki w poszczególnych eliminacjach | Wyniki w poszczególnych eliminacjach | Wyniki w poszczególnych eliminacjach | Wyniki w poszczególnych eliminacjach | Wyniki w poszczególnych eliminacjach | Wyniki w poszczególnych eliminacjach | Wyniki w poszczególnych eliminacjach | Wyniki w poszczególnych eliminacjach | Wyniki w poszczególnych eliminacjach | Punkty | Pozycja |
| Sezon | Klasa   | Zespół | FRA                                  | IMN                                  | DEU                                  | NLD                                  | BEL                                  | SWE                                  | ULS                                  | ITA                                  |                                      |                                      |                                      |                                      |                                      | Punkty | Pozycja |
| ----- | ------- | ------ | ------------------------------------ | ------------------------------------ | ------------------------------------ | ------------------------------------ | ------------------------------------ | ------------------------------------ | ------------------------------------ | ------------------------------------ | ------------------------------------ | ------------------------------------ | ------------------------------------ | ------------------------------------ | ------------------------------------ | ------ | ------- |
| 1959  | 350 cm³ | Norton |                                      |                                      | 6                                    |                                      |                                      | 6                                    |                                      |                                      |                                      |                                      |                                      |                                      |                                      | 2      | 15      |
| 1959  | 500 cm³ | Norton |                                      |                                      |                                      | 5                                    |                                      |                                      |                                      |                                      |                                      |                                      |                                      |                                      |                                      | 2      | 15      |
| Sezon | Klasa   | Zespół | FRA                                  | IMN                                  | NLD                                  | BEL                                  | DEU                                  | ULS                                  | ITA                                  |                                      |                                      |                                      |                                      |                                      |                                      | Punkty | Pozycja |
| 1960  | 125 cm³ | Honda  |                                      |                                      | 4                                    | 9                                    |                                      |                                      | 4                                    |                                      |                                      |                                      |                                      |                                      |                                      | 6      | 7       |
| 1960  | 250 cm³ | Honda  |                                      |                                      | 8                                    |                                      | NS                                   | 3                                    | 2                                    |                                      |                                      |                                      |                                      |                                      |                                      | 10     | 4       |
| 1960  | 500 cm³ | Honda  |                                      |                                      |                                      | 5                                    |                                      | 5                                    | 6                                    |                                      |                                      |                                      |                                      |                                      |                                      | 5      | 9       |
| Sezon | Klasa   | Zespół | ESP                                  | BRD                                  | FRA                                  | IMN                                  | NLD                                  | BEL                                  | DDR                                  | ULS                                  | ITA                                  | SWE                                  | ARG                                  |                                      |                                      | Punkty | Pozycja |
| 1961  | 125 cm³ | Honda  | 3                                    | 7                                    | 3                                    | 4                                    | 2                                    | 3                                    | 6                                    | 4                                    | 5                                    | 3                                    | 2                                    |                                      |                                      | 28     | 4       |
| 1961  | 250 cm³ | Honda  | 4                                    | 2                                    | 6                                    | 3                                    | 3                                    | 1                                    | 2                                    | 3                                    | 1                                    | 4                                    | 3                                    |                                      |                                      | 36     | 3       |
| Sezon | Klasa   | Zespół | ESP                                  | FRA                                  | IMN                                  | NLD                                  | BEL                                  | BRD                                  | ULS                                  | DDR                                  | ITA                                  | FIN                                  | ARG                                  |                                      |                                      | Punkty | Pozycja |
| 1962  | 125 cm³ | Honda  | 2                                    | 2                                    | 5                                    | 2                                    | 2                                    | 10                                   | 3                                    | 2                                    | 4                                    | 1                                    |                                      |                                      |                                      | 38     | 2       |
| 1962  | 250 cm³ | Honda  | 1                                    | 1                                    | 2                                    | 1                                    | 2                                    | 1                                    | 2                                    | 1                                    | 1                                    |                                      |                                      |                                      |                                      | 44     | 1       |
| 1962  | 350 cm³ | Honda  |                                      |                                      |                                      | 1                                    |                                      |                                      | 1                                    | 1                                    | 1                                    | 2                                    |                                      |                                      |                                      | 32     | 1       |
| Sezon | Klasa   | Zespół | ESP                                  | BRD                                  | FRA                                  | IMN                                  | NLD                                  | BEL                                  | ULS                                  | DDR                                  | FIN                                  | ITA                                  | ARG                                  | JPN                                  |                                      | Punkty | Pozycja |
| 1963  | 125 cm³ | Honda  | 2                                    | NS                                   | 2                                    | 6                                    | NS                                   | 2                                    | 7                                    | 5                                    |                                      | 2                                    | 1                                    | 2                                    |                                      | 33     | 3       |
| 1963  | 250 cm³ | Honda  | 2                                    | 3                                    |                                      | 1                                    | 1                                    |                                      | 1                                    | 3                                    |                                      | 2                                    | 2                                    | 1                                    |                                      | 44     | 1       |
| 1963  | 350 cm³ | Honda  |                                      | 1                                    |                                      | 1                                    | 1                                    |                                      | 1                                    | 3                                    | 1                                    | 2                                    |                                      | 1                                    |                                      | 32     | 1       |
| Sezon | Klasa   | Zespół | USA                                  | ESP                                  | FRA                                  | IMN                                  | NLD                                  | BEL                                  | BRD                                  | DDR                                  | ULS                                  | FIN                                  | ITA                                  | JPN                                  |                                      | Punkty | Pozycja |
| 1964  | 125 cm³ | Honda  |                                      | 2                                    | NS                                   | 2                                    | 1                                    |                                      | 1                                    | 3                                    | NS                                   | 3                                    | 6                                    |                                      |                                      | 36     | 2       |
| 1964  | 250 cm³ | Honda  |                                      | 2                                    | NS                                   | 1                                    | 1                                    | 2                                    | 2                                    | 2                                    | 2                                    |                                      | 3                                    | 1                                    |                                      | 42     | 2       |
| 1964  | 350 cm³ | Honda  |                                      |                                      |                                      | 1                                    | 1                                    |                                      | 1                                    | 1                                    | 1                                    | 1                                    | 1                                    | 1                                    |                                      | 40     | 1       |
| Sezon | Klasa   | Zespół | USA                                  | BRD                                  | ESP                                  | FRA                                  | IMN                                  | NLD                                  | BEL                                  | DDR                                  | CZE                                  | ULS                                  | FIN                                  | ITA                                  | JPN                                  | Punkty | Pozycja |
| 1965  | 125 cm³ | Honda  |                                      |                                      |                                      |                                      |                                      |                                      |                                      |                                      |                                      |                                      |                                      |                                      | NS                                   | 0      | NS      |
| 1965  | 250 cm³ | Honda  |                                      |                                      |                                      | NS                                   | 1                                    | 2                                    | 1                                    | 1                                    | 3                                    |                                      |                                      |                                      |                                      | 34     | 3       |
| 1965  | 350 cm³ | Honda  |                                      | NS                                   |                                      |                                      | 1                                    | 1                                    |                                      | 1                                    | 1                                    | NS                                   |                                      |                                      | 2                                    | 38     | 1       |
| Sezon | Klasa   | Zespół | ESP                                  | BRD                                  | FRA                                  | NLD                                  | BEL                                  | DDR                                  | CSK                                  | FIN                                  | ULS                                  | IMN                                  | ITA                                  | JPN                                  |                                      | Punkty | Pozycja |
| 1966  | 250 cm³ | Honda  | NS                                   | 2                                    | 2                                    | 3                                    | 3                                    |                                      |                                      |                                      |                                      |                                      |                                      |                                      |                                      | 20     | 3       |
| 1966  | 350 cm³ | Honda  |                                      |                                      | 3                                    |                                      |                                      |                                      |                                      |                                      |                                      |                                      |                                      |                                      |                                      | 4      | 15      |
| 1966  | 500 cm³ | Honda  |                                      | 1                                    |                                      | 1                                    | NS                                   |                                      |                                      |                                      |                                      |                                      |                                      |                                      |                                      | 16     | 5       |